# Dr. Reddy’s Laboratories
Dr. Reddy's Laboratories Ltd. ist ein mittelgroßer international tätiger Arzneimittelhersteller aus Hyderabad, Indien. Das Unternehmen wurde von Kallam Anji Reddy im Jahr 1984 gegründet. Dr. Reddy's Hauptgeschäft ist die Herstellung von Generika, es betreibt aber auch selbst Forschung. Die hergestellten Medikamente werden in Indien und anderen Entwicklungsländern verkauft. Nach Ablauf der Patentlaufzeiten werden die Wirkstoffe auch in die USA und nach Westeuropa verkauft.

## Geschichte
Das Unternehmen hatte eine Lizenz von MSD Sharp & Dohme zur Herstellung einer Generikaversion des Wirkstoffes Simvastatin (Zocor) für die USA über den Zeitraum von 180 Tagen vor Ablauf der Patentlaufzeit.
Im Februar 2006 wurde der Augsburger Generika-Konzern Betapharm für 480 Millionen Euro an Dr. Reddy’s Laboratories verkauft.

## Hauptprodukte

### Top-15 Hauptwirkstoffe
- Ciprofloxacin-HCl
- Ramipril
- Terbinafin-HCl
- Ibuprofen
- Sertralin-HCl
- Ranitidin-HCI (Form 2)
- Naproxen
- Atorvastatin
- Montelukast
- Losartan
- Sparfloxacin
- Nizatidin
- Ranitidin (Form 1)
- Clopidogrel[4]

### Top-10 Marken in Indien
- Nise
- Omez
- Stalmo
- Stalmo Beta
- Enam
- Atocor
- Razo
- Reclimet
- Clamp
- Mintop